# День утворення Китайської Народної Республіки

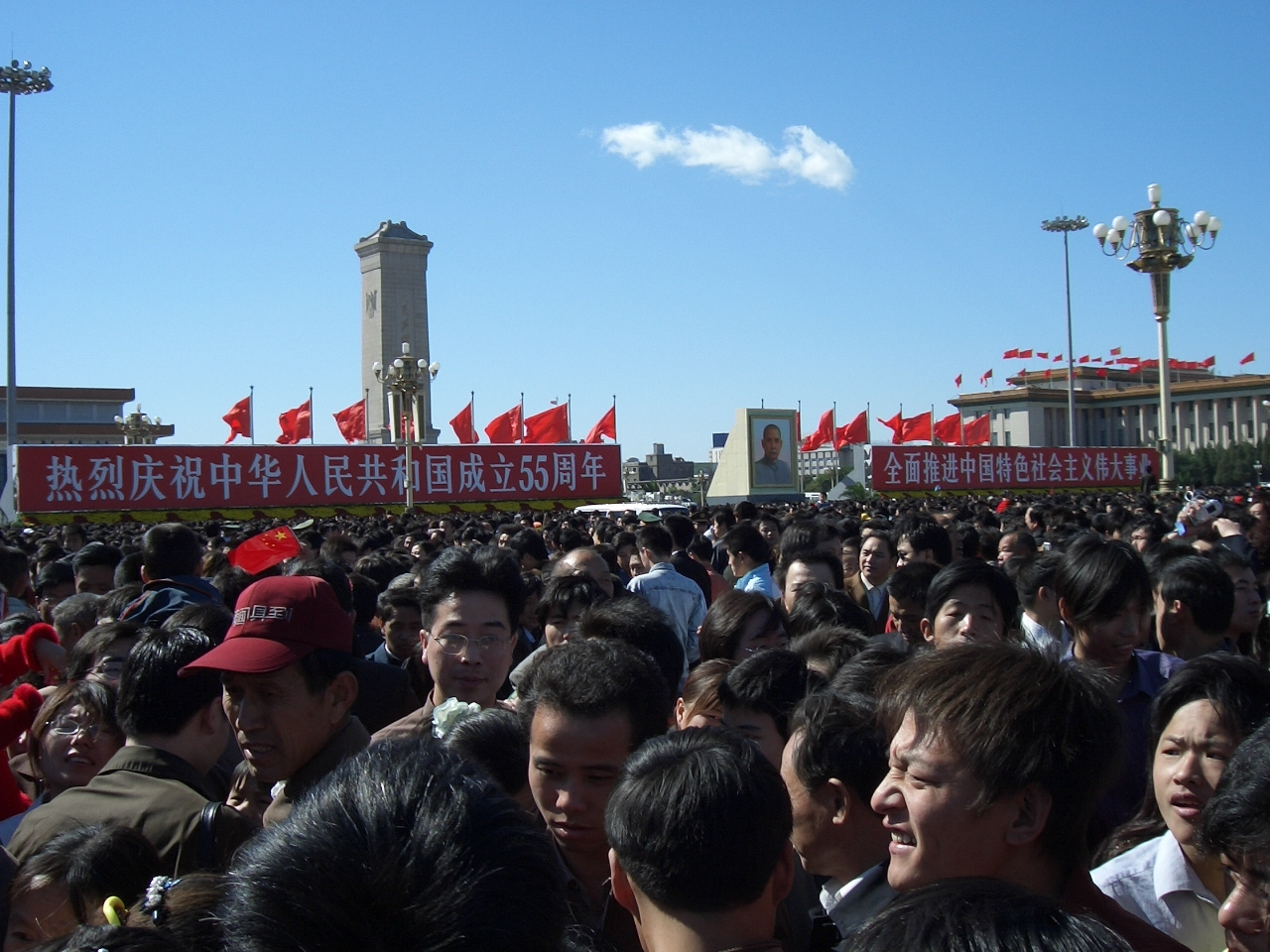
Народні гуляння на площі Тяньаньмень (2004 рік)

День утворення Китайської Народної Республіки (кит. трад. 國慶節, спр. 国庆节, піньїнь: guóqìng jié) — головне державне свято КНР, яке відзначається щороку 1 жовтня.

## Історія
Створення КНР проголошено 1 жовтня 1949 на мітингу на  площі Тяньаньмень в Пекіні. 2 грудня центральний народний уряд видав постанову про оголошення 1 жовтня національним святом.

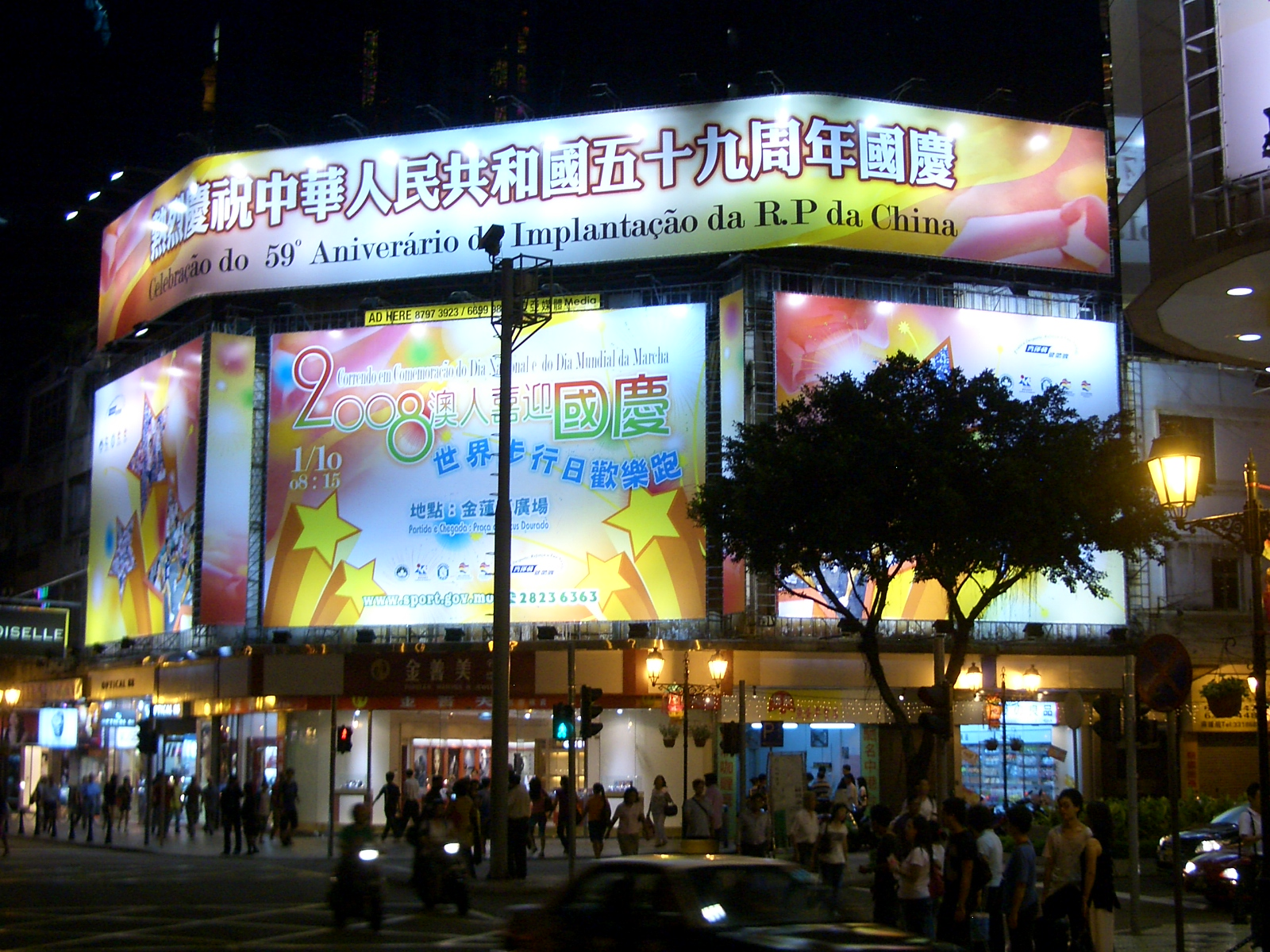
Святкові плакати в Макао 2008 року (де День утворення КНР збігся з Міжнародним днем ходьби)

У 1950-ті неодмінною частиною урочистостей з нагоди святкувань були військові паради на площі Тяньаньмень. Однак після 1959 керівництво країни вирішило проводити огляди військової техніки тільки по «круглих» датах. Культурна революція в Китаї призвела до повної відмови від військових парадів.
Але 1984 року з нагоди 35-річчя КНР традицію відновили. Останній такий парад відбувся 2009-го з демонстрацією новітніх зразків військової техніки армії КНР.
З цього дня в Китаї починається один з двох «Золотих тижнів», коли святкові дні (1—3 жовтня) об'єднуються з вихідними і утворюють разом неробочий тиждень. Вулиці міст прикрашаються величезними композиціями з живих квітів, на площах проводяться народні гуляння, влаштовуються феєрверки. На головній площі країни незмінно виставляється портрет Сунь Ятсена та червоні плакати з вітальними словами.